# Stargard (stacja kolejowa)
Stargard – stacja kolejowa w Stargardzie, w województwie zachodniopomorskim, należąca wcześniej pod względem liczby pasażerów (w 2000 prawie 4 mln) do kategorii A; w nowej klasyfikacji dworców, obowiązującej od 2015, Stargard nie jest już zaliczany do najwyższej kategorii – jest dworcem regionalnym. Na stacji zatrzymują się pociągi pasażerskie wszystkich kategorii.

## Ruch pasażerski
| Rok  | Wymiana roczna | Wymiana pasażerska na dobę | miejsce w Polsce |
| ---- | -------------- | -------------------------- | ---------------- |
| 2017 | 1 830 000      | 5 000                      | 49               |
| 2018 | 1 800 000      | 5 200                      | 61               |
| 2019 | 1 860 000      | 5 100                      | 57               |
| 2020 | 1 130 000      | 3 100                      | 56               |
| 2021 | 1 280 000      | 3 500                      | 64               |
| 2022 |                | 4 800                      | 76               |

## Historia
Zabudowania dworca osobowego zostały wzniesione w latach 1844–1845. W okresie tym budowana była linia kolejowa, mająca połączyć Berlin z Poznaniem i prowadzić przez Szczecin i Stargard. Pierwszy pociąg ciągnięty przez parowóz ze Szczecina wjechał na stację w Stargardzie 1 maja 1846. W dwa lata później dojechać można było do Poznania, a w latach 1856–1859 przedłużono linię do Koszalina. Pod koniec XIX w. zbudowano kolejne połączenia do Piły oraz do Kostrzyna przez Pyrzyce. Stacja kolejowa stała się czynnikiem mającym wpływ na uprzemysłowienie miasta.
Zniszczenia spowodowane II wojną światową stosunkowo szybko usunięto, co umożliwiło utrzymanie połączeń kolejowych z całym krajem. W następnych latach zaczęto wprowadzać postęp techniczny. Odczuwalna poprawa komfortu jazdy pociągami po wprowadzeniu szyn bezstykowych, lokomotyw spalinowych, a następnie elektryfikacji. Uruchomienie trakcji elektrycznej na odcinku Stargard – Krzyż nastąpiło 21 marca 1978 i jeszcze pod koniec tego roku linia elektryczna została przedłużona do Szczecina. W 1994 wprowadzono informację wizualną – tablice automatyczne, wskazujące podróżnym czas przyjazdu i odjazdu pociągów.
Przez stację przejeżdża dziennie ponad 160 pociągów pasażerskich i około 40 towarowych. Z usług stacji Stargard w 2000 skorzystało 3 930 138 pasażerów.

## Nazwa
1 stycznia 2016 doszło do wprowadzenia jednoczłonowej nazwy miasta Stargard, jednak nazwa stacji kolejowej Stargard Szczeciński nie uległa zmianie. Władze miejskie Stargardu złożyły odpowiedni wniosek do spółki PKP PLK i oczekiwały, że zmiana nazwy będzie miała miejsce przy wiosennej zmianie rozkładu jazdy. Nazwę skorygowano jednak dopiero przy okazji czerwcowej korekty rozkładu.

## Układ
Stację obsługuje Lokalne Centrum Sterowania ruchem kolejowym (LCS) przy ulicy Dworcowej. Nastawnie przy ulicy Składowej, oraz Konopnickiej zostały zlikwidowane w trakcie realizacji modernizacji Linii Kolejowej nr. 351 prowadzonej w latach 2018-2025. 

## Galeria

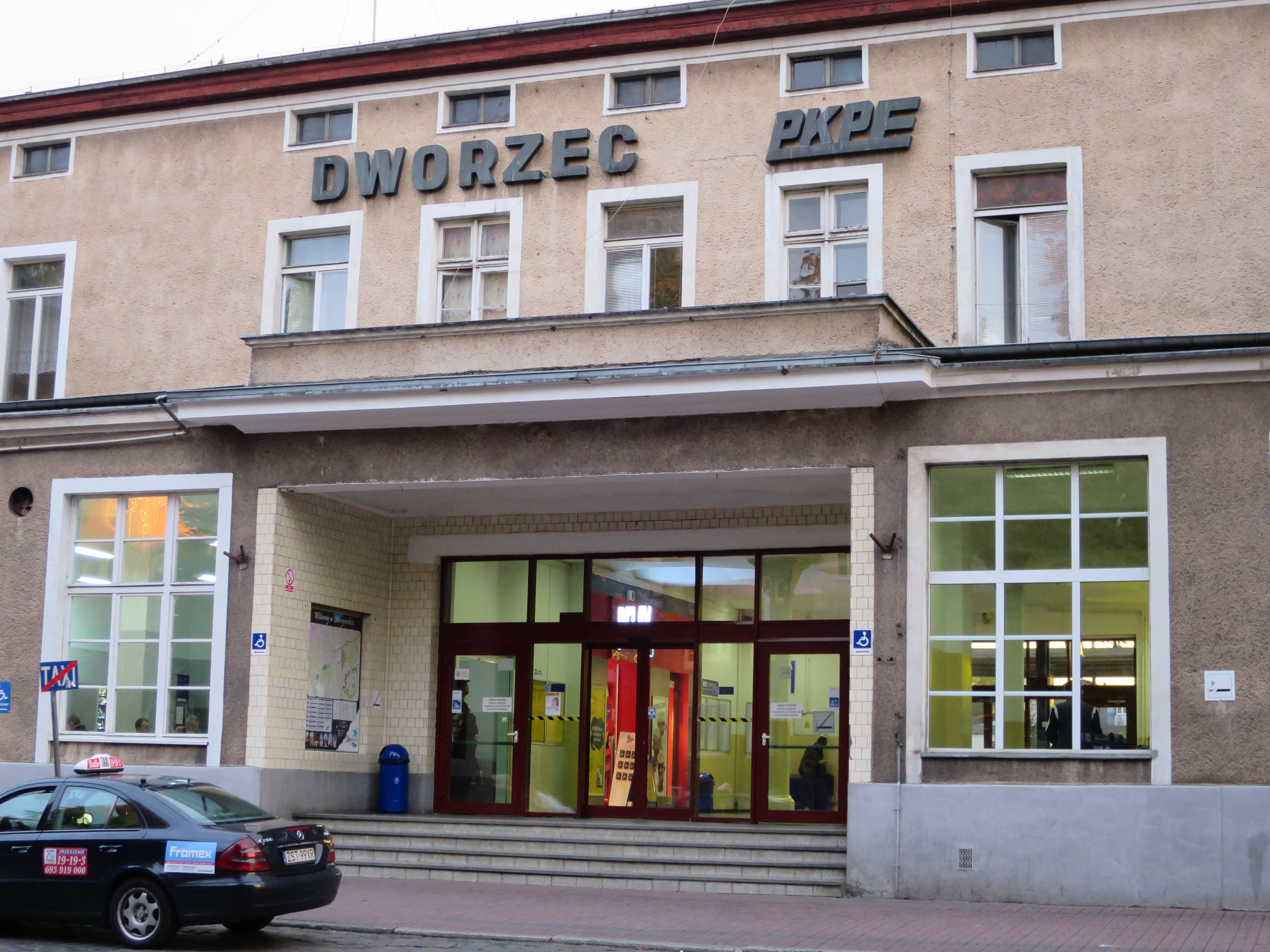
Wejście od strony miasta
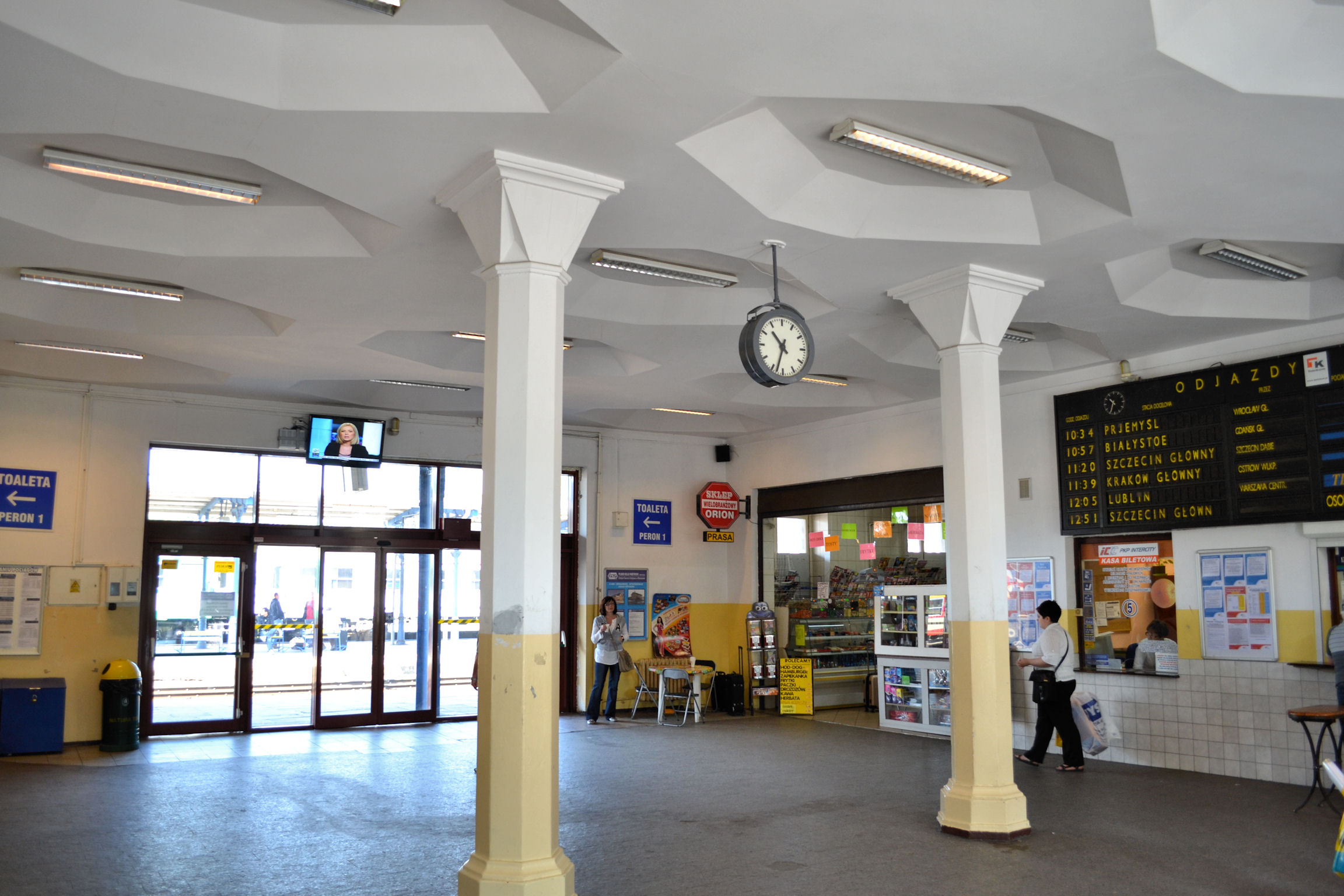
Wnętrze dworca
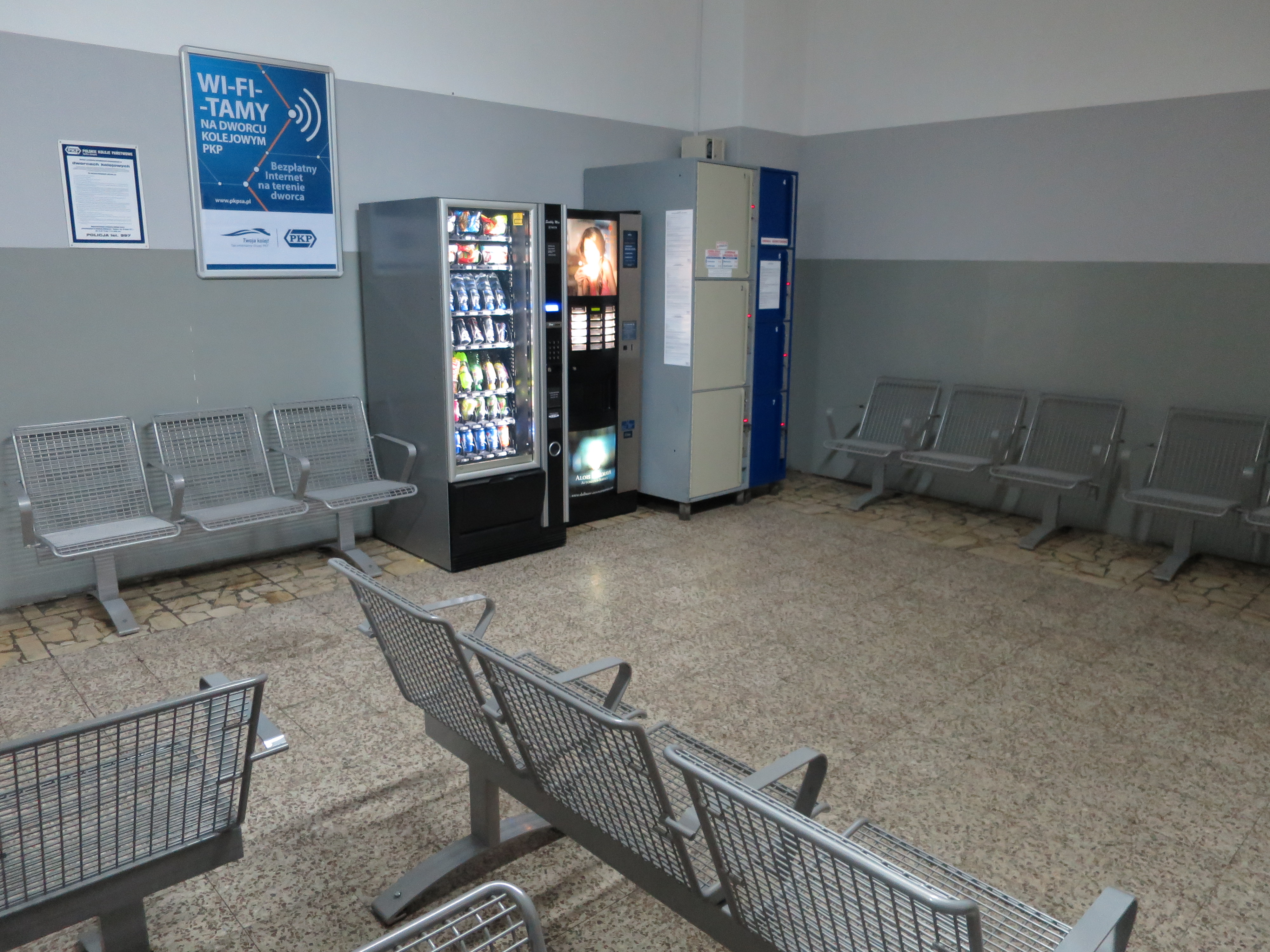
Poczekalnia
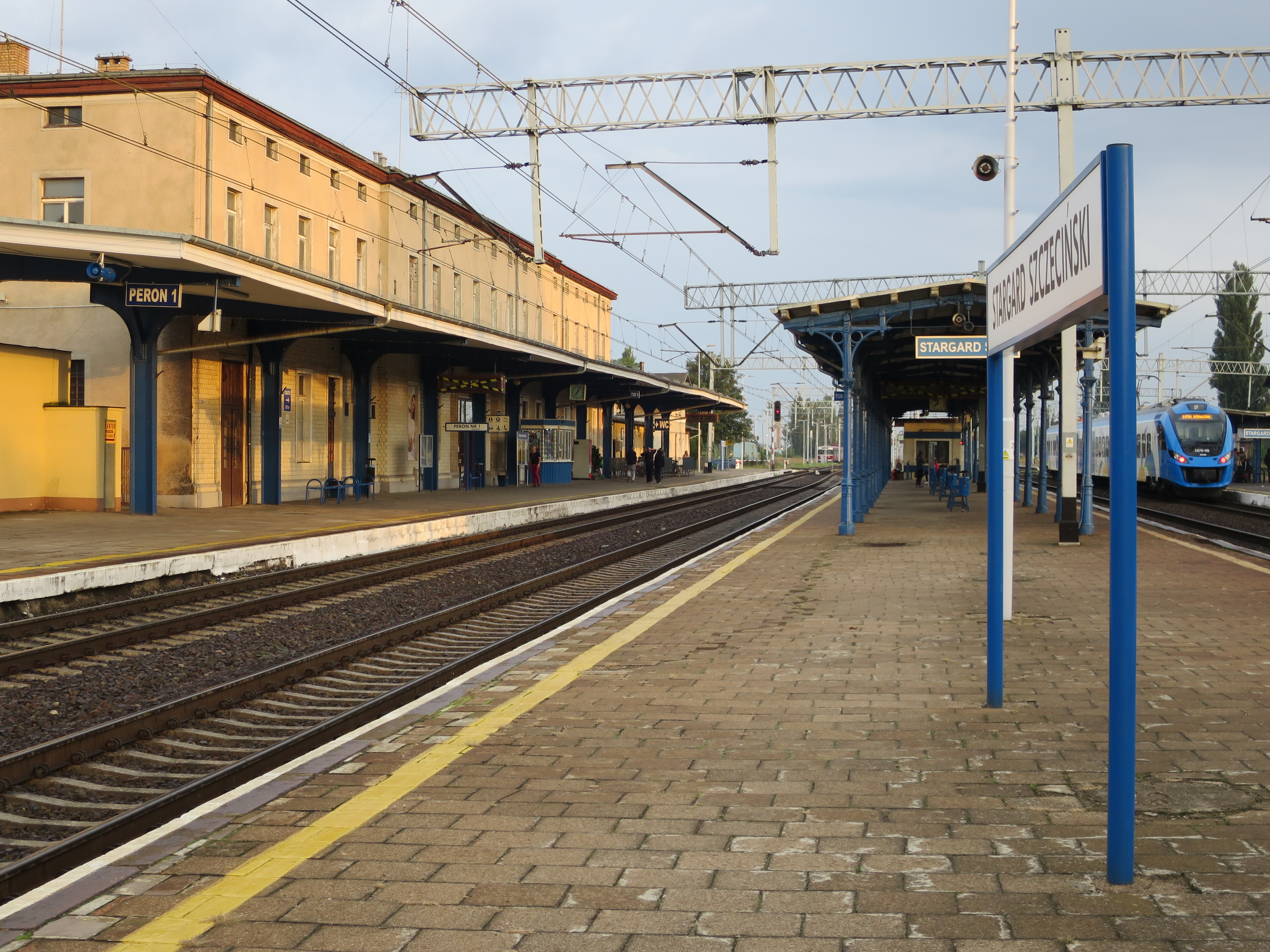
Perony
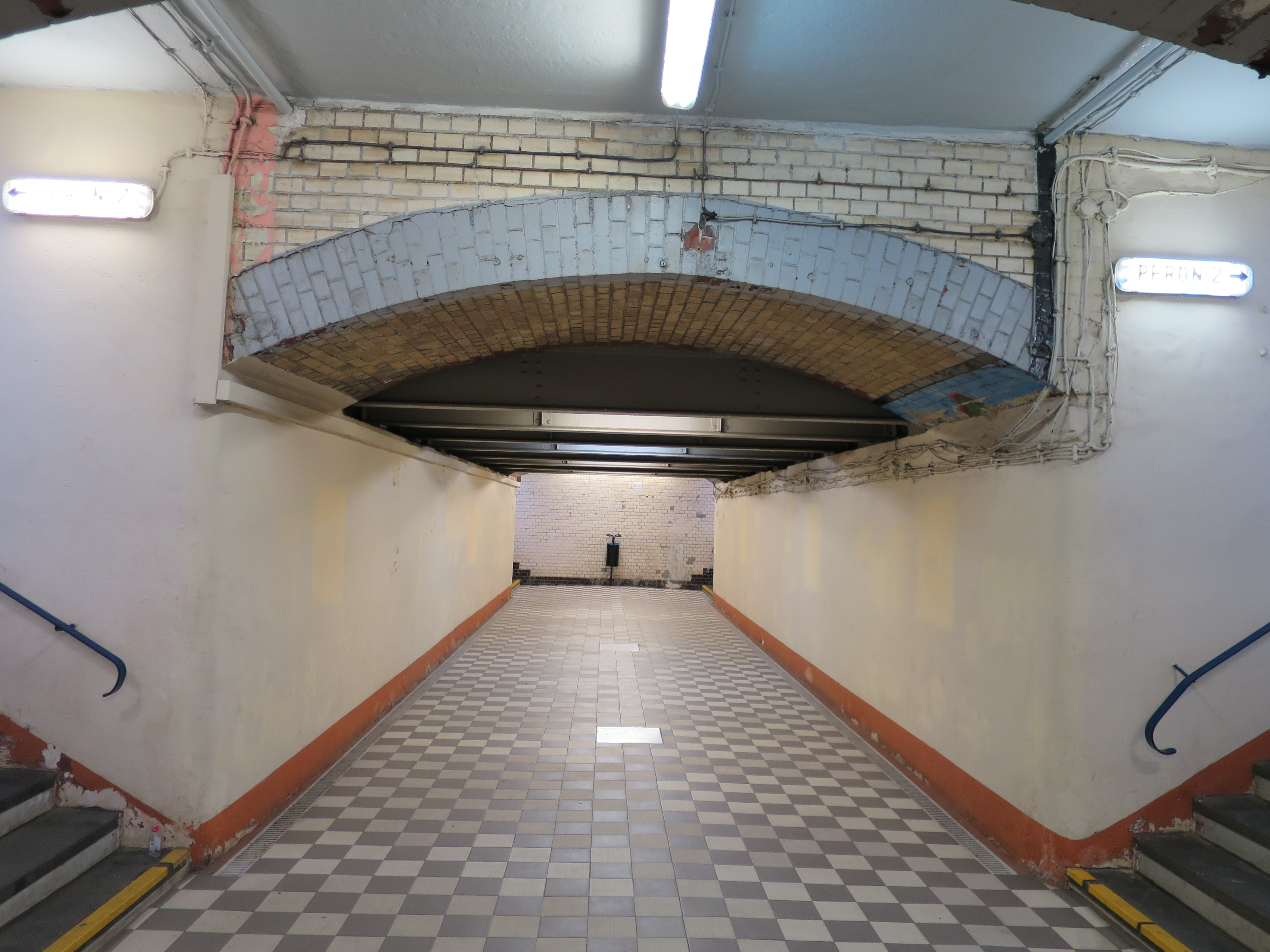
Tunel dworcowy
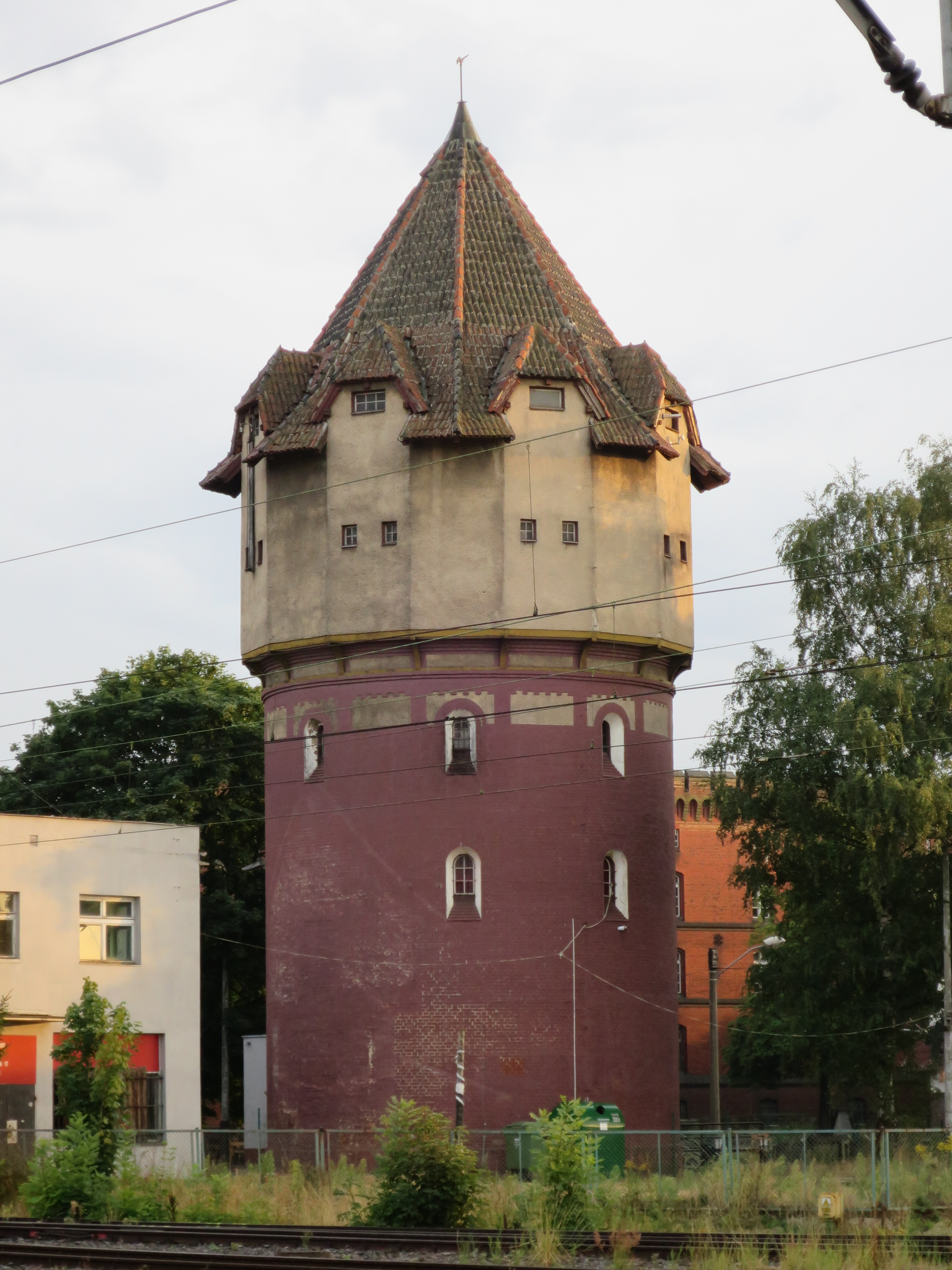
Wieża ciśnień